# Championnat de Tunisie de football 1962-1963
Navigation
Saison précédente Saison suivante
La saison 1962-1963 du championnat de Tunisie de football est la 8e édition de la première division tunisienne à poule unique, la Ligue Professionnelle 1. Les douze meilleurs clubs tunisiens jouent les uns contre les autres à deux reprises durant la saison, à domicile et à l'extérieur. En fin de saison, le dernier du classement est relégué et remplacé par le champion de la Ligue Professionnelle 2 tandis que l'avant-dernier de la LP1 et le deuxième de la LP2 disputent un barrage de promotion-relégation.
Après avoir été suspendu une saison de première division, l'Étoile sportive du Sahel retrouve les sommets avec ce nouveau titre de champion de Tunisie, le troisième de son histoire, et le deuxième après l'indépendance après le titre gagné en 1958. L'Étoile sportive du Sahel réalise une saison historique en devenant le premier champion sans défaite, performance qui ne sera égalée en championnat que 36 ans plus tard, en 1999, par l'Espérance sportive de Tunis. Elle devance en tête du classement final le double tenant du titre, le Stade tunisien, qui termine à neuf points, à égalité avec l'Avenir musulman. Le nouveau champion s'offre le doublé en battant le Club africain en finale de la coupe de Tunisie tout en terminant la saison invaincu.

## Clubs participants
- Club sportif de Hammam Lif
- Union sportive monastirienne
- Club africain
- Espérance sportive de Tunis

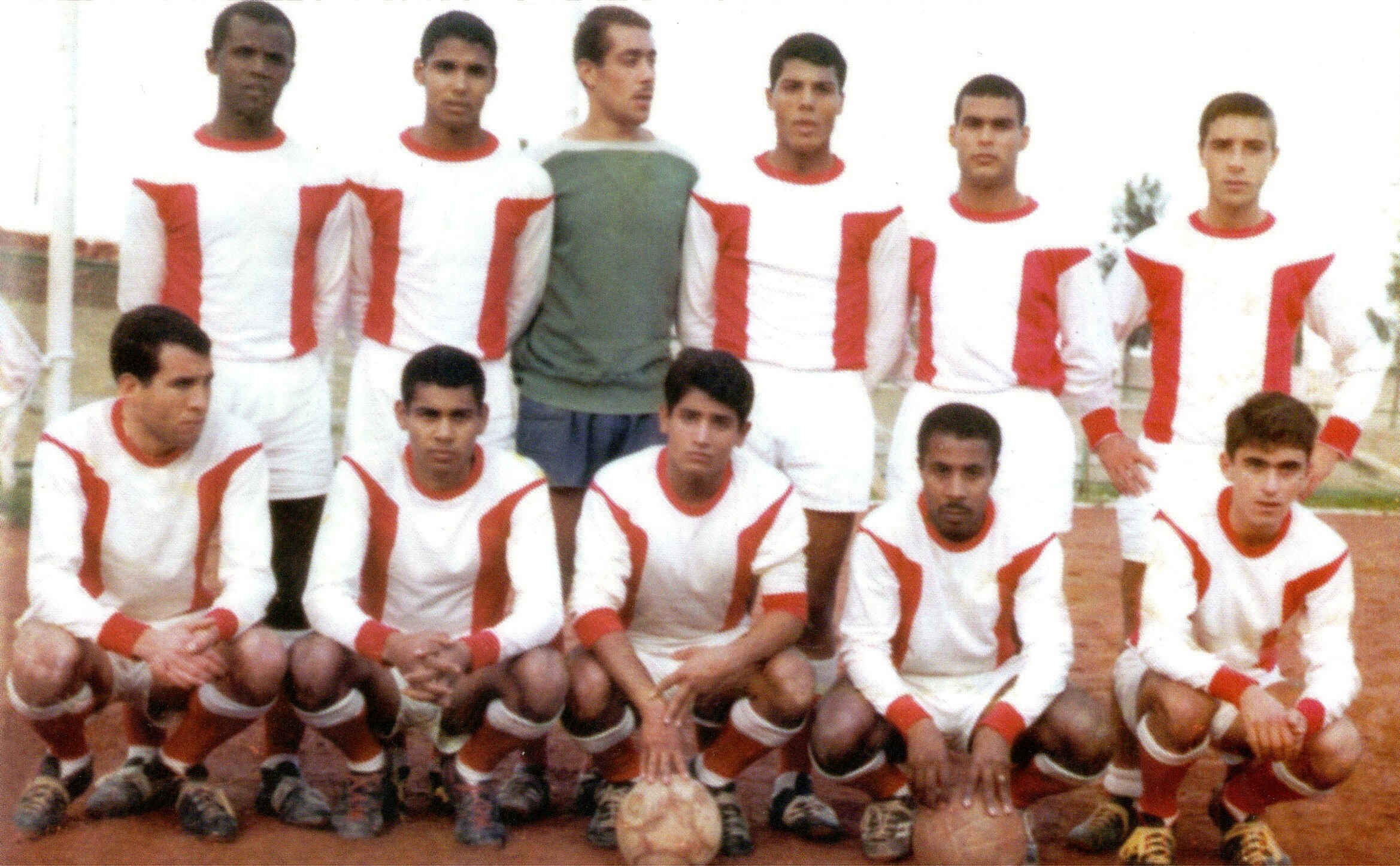
Équipe du Club africain en 1962-1963 :
Debout de gauche à droite : Rabah Krimi, Jalloul Chaoua, Abdelkader Ghalem, Mahmoud Tijani Ben Ammar, Hassen Toumi et Hamadi Khouini
Accroupis de gauche à droite : Mohamed Salah Jedidi, Mohamed Ali Jeridi, Rachid Troudi, Larbi Touati et André Sella.

- Étoile sportive du Sahel - Réintégré après la dissolution en 1960-1961
- Stade gabésien
- Stade soussien
- Stade tunisien
- Club sportif sfaxien[1]
- En Nadi Ahly Mateur - Promu de LP2
- Avenir musulman
- Union sportive tunisienne

## Compétition

### Classement
Le barème de points servant à établir le classement se décompose ainsi :
- Victoire : trois points ;
- Match nul : deux points ;
- Défaite : un point.

| Rang | Équipe                       | Pts | J  | G  | N  | P  | Bp | Bc | Diff |
| ---- | ---------------------------- | --- | -- | -- | -- | -- | -- | -- | ---- |
| 1    | Étoile sportive du Sahel (C) | 58  | 22 | 14 | 8  | 0  | 35 | 13 | +22  |
| 2    | Stade tunisien (T)           | 49  | 22 | 12 | 3  | 7  | 33 | 21 | +12  |
| 3    | Avenir musulman              | 49  | 22 | 10 | 7  | 5  | 48 | 32 | +16  |
| 4    | Club sportif sfaxien         | 47  | 22 | 8  | 9  | 5  | 30 | 25 | +5   |
| 5    | Club africain                | 46  | 22 | 8  | 8  | 6  | 24 | 16 | +8   |
| 6    | Stade soussien               | 42  | 22 | 6  | 8  | 8  | 25 | 28 | -3   |
| 7    | Union sportive monastirienne | 42  | 22 | 5  | 10 | 7  | 28 | 34 | -6   |
| 8    | Union sportive tunisienne    | 42  | 22 | 7  | 6  | 9  | 24 | 33 | -9   |
| 9    | En Nadi Ahly Mateur (P)      | 42  | 22 | 7  | 6  | 9  | 25 | 39 | -14  |
| 10   | Espérance sportive de Tunis  | 41  | 22 | 7  | 5  | 10 | 36 | 32 | +4   |
| 11   | Club sportif de Hammam Lif   | 41  | 22 | 8  | 3  | 11 | 33 | 36 | -3   |
| 12   | Stade gabésien               | 29  | 22 | 2  | 3  | 17 | 19 | 51 | -32  |

|  | Champion de Tunisie 1962-1963                                                                |
|  | Participation au barrage de promotion-relégation                                             |
|  | Relégation directe en deuxième division                                                      |
|  | (T) Tenant du titre (C) Vainqueur de la coupe de Tunisie (P) Club promu de deuxième division |

### Matchs
Barrage de promotion-relégation
| Équipe 1                         | Résultat | Équipe 2                       | Aller | Retour | Appui |
| -------------------------------- | -------- | ------------------------------ | ----- | ------ | ----- |
| Club sportif de Hammam Lif (LP1) | 1 - 2    | Club athlétique bizertin (LP2) | 0 - 0 | 1 - 1  | 0 - 1 |

Le Club sportif de Hammam Lif est relégué en LP2 tandis que le Club athlétique bizertin retrouve la première division.

### Meilleurs buteurs
- 16 buts : Mokhtar Chelbi (ASM)
- 13 buts : Mohamed Salah Jedidi (CA) et Mongi Haddad (CSHL)
- 11 buts : Fethi Cherif Labassi (CSHL)
- 10 buts : Hammadi Henia (UST) et Amor Garouachi (ENAM)
- 9 buts : Ahmed Ouannes (CSS)
- 8 buts : Raouf Ben Amor (ESS), Moncef Chérif (ST), Ammar Merrichkou (ASM), Rached Meddeb (EST) et Mohamed Hédi Merchaoui (USMo)

### Arbitres
18 arbitres ont dirigé les matchs du championnat. Les plus sollicités sont :
- Mustapha Bellakhouas, Victor Habib et Moncef Ben Ali : 16 matchs
- Mustapha Daoud : 13 matchs
- Bahri Ben Saïd et Chedly Toumi : 12 matchs

## Bilan de la saison
| Championnat de Tunisie de football 1962-1963 |                                             |
| Champion                                     | Étoile sportive du Sahel (2e titre)         |
| Coupes et trophées                           |                                             |
| Vainqueur de la Coupe de Tunisie 1962-1963   | Étoile sportive du Sahel                    |
| Promotions et relégations                    |                                             |
| Promus en Ligue Professionnelle 1            | Club athlétique bizertin Sfax railway sport |
| Relégués en Ligue Professionnelle 2          | Club sportif de Hammam Lif Stade gabésien   |

## Portrait du club champion
- Président : Hamed Karoui
- Entraîneur : Božidar Drenovac
- Buteurs : Raouf Ben Amor (8 buts), Mohamed Mahfoudh (7), Ali Chaouach (5), Abdelaziz Moussa (4), Abdelmajid Chetali (3), Habib Mougou, Mohsen Jelassi et Mohsen Habacha (2), Raoui Soussie t Moncef Gnaba (1)
- Effectif : 19 joueurs
  - Gardiens de but : Mahmoud Kanoun (18 matchs), Ali Ajroud (4)
  - Joueurs de champ : Moncef Gnaba (22), Mohsen Habacha (21), Raouf Ben Amor (20), Hédi Sahli, Ridha Rouatbi, Ahmed Lamine et Mohamed Mahfoudh (19), Mohsen Jelassi (16), Laroussi Gnaba (14), Abdelaziz Moussa (13), Abdelmajid Chetali et Ali Chaouach (10), Rachid Bechr (6), Raoui Soussi (5), Habib Mougou (3), Moncef Jelassi et Salem Kedadi (2)